# Dieter Röck
Dieter Röck (* 17. Januar 1933 in Dessau; † 7. Juli 2023) war ein deutscher Betriebswirt.
Röck besuchte die Volks- und Handelsschule in Dessau, machte danach die Lehre zum Kaufmann mit Handelsgehilfenprüfung in Leverkusen und besuchte eine höhere Wirtschaftsschule in Köln. Von 1954 an studierte er Betriebswirtschaftslehre an der Universität Köln, das Studium beendete er mit der Diplomprüfung. 1959 promovierte er an der Universität Graz, es folgte eine Management-Trainee-Ausbildung. Daraufhin war Röck bei der Margarine-Union (aufgegangen in Unilever) in Hamburg und als Assistent in einer Unternehmensberatung in Bad Oeynhausen tätig. Von 1963 bis 1968 war er stellvertretender Geschäftsführer und Prokurist im Bayer-Kaufhaus in Leverkusen. 1986 ging er nach Bayern. Dort war er geschäftsführendes Vorstandsmitglied der co op Nordbayern, welche 1988 zur Bayerischen Warenhandelsgesellschaft der Verbraucher wurde. Von 1980 bis 1991 gehörte er dem Bayerischen Senat an.